# Мотинага, Ёсио
Ёсио Мотинага (яп. 持永 義夫 Мотинага Ёсио, 4 июня 1893 — 31 августа 1979) — японский государственный деятель, губернатор префектур Хоккайдо (1945—1946), Хёго (1945), Миэ (1943—1945) и Эхимэ (1939—1940), член Палаты представителей Японии (1952—1955).

## Биография
Родился в городе Мияконодзё в префектуре Миядзаки в семье Комаки, но был усыновлён Дзэнъити Мотинагой. В 1921 году окончил отделение английского права юридического факультета Киотского императорского университета. В ноябре того же года поступил на службу в Министерство внутренних дел и стал сотрудником отдела здравоохранения. После этого занимал посты главы уезда Нисимуро в префектуре Вакаяма, главы уезда Кайсо в префектуре Вакаяма, директора бюро по социальным вопросам префектуры Хиросима, начальника отдела социального обеспечения, начальника отдела социальной защиты и отдела по общим вопросам Бюро по социальным вопросам, начальника бухгалтерского отдела секретариата министра здравоохранения и социального обеспечения и директора по операциям Института защиты раненых солдат (ныне Национальная больничная организация).
В июле 1939 года Мотинага стал губернатором префектуры Эхимэ. В июле 1940 года он стал начальником отдела по труду в Министерстве здравоохранения и социального обеспечения, а после этого в июле 1943 года был назначен губернатором префектуры Миэ. После пребывания на посту губернатора префектуры Хёго в 1945 году, был назначен губернатором префектуры Хоккайдо, где находился до января 1946 года, когда ушёл в отставку.
После государственной службы работал адвокатом, а позже стал президентом деревообрабатывающей компании «Мотинага ринсан». В 1952 году баллотировался на всеобщих выборах в Палату представителей от второго округа префектуры Миядзаки как кандидат от Либеральной партии. В апреле 1953 года повторно был избран в Палату представителей, а в феврале 1955 года проиграл выборы в Палату. В это время Мотинага занимал должность главы отдела труда комитета по политическим вопросам Либеральной партии.